# Peter van de Kamp
Peter van de Kamp, vlastním jménem Piet van de Kamp (26. prosince 1901 – 18. května 1995), byl nizozemsko-americký astronom. Stal se známým svým průzkumem Barnardovy hvězdy.
Van de Kamp žil od roku 1923 v USA. Nejprve tam pracoval na observatoři McCormick, později pracoval na Lickově observatoři. Promoval v roce 1925. Poté se vrátil na observatoř McCormick Observatory.
V roce se stal ředitelem 1937 observatoře Sproul Observatory Swarthmore College. Zde se začal specializovat na astrometrii, pozoroval pohyb Barnardovy hvězdy. V šedesátých letech publikoval práce o periodickém vlastním pohybu hvězdy, které ukazovaly na dva planetární průvodce přibližně o hmotě Jupitera. Později vyšlo najevo, že se jednalo o systematické chyby pozorovacích přístrojů.
Jeho jméno nese i planetka hlavního pásu van de Kamp s katalogovým číslem 1965.